# Eva Lohse
Eva Lohse (née le 23 janvier 1956 à Ludwigshafen) est une femme politique allemande membre du CDU et maire de Ludwigshafen de 2002 à 2017. Elle est devenue la première femme élue maire (Oberbürgermeisterin) de cette ville, et la première personne membre du parti démocrate chrétien à ce poste depuis 1945. En 2015, elle est élue présidente du conseil des villes allemandes (Deutscher Städtetag).

## Biographie

### Éducation et vie professionnelle
Eva Lohse étudie le droit à l'Université de Heidelberg, à l'Université de Genève et à Fribourg-en-Brisgau. Après le premier examen d'état, elle  étudie le droit administratif à l'Université allemande des sciences administratives (Verwaltungshochschule Speyer) de Spire. De 1987 à 1996, elle occupe un poste de juriste dans l'administration régionale, au ministère de l'Intérieur de Rhénanie-Palatinat et au Polizeipräsidium Rheinpfalz à Ludwigshafen. En 1995, elle obtient un doctorat de droit. De 1996 à 2001, Eva Lohse est maître de conférences à Fachhochschule des Bundes für öffentliche Verwaltung à Mannheim.

### Carrière politique
Eva Lohse rejoint l'Union démocrate chrétienne (CDU) et est élue au conseil municipal local de son lieu de naissance, Ludwigshafen, en 1994. En mai 2001 ont lieu pour la première fois des élections au suffrage universel direct dans la ville de Ludwigshafen. Eva Lohse est élue, dès le premier tour de scrutin, maire de la ville par les habitants de Ludwigshafen, avec 55,51 % des voix. Elle prend officiellement ses fonctions le 1er janvier suivant. Elle est réélue en 2009 avec 53,7 % des voix.
En 2004, elle est en discussion pour devenir la candidate principale de la CDU lors des élections en Rhénanie-Palatinat. En novembre 2016, Eva Lohse annonce qu'elle ne sera pas candidate à l'élection du prochain maire. Son mandat prend fin en décembre 2017.

### Autres fonctions
- 2005–2017 Präsidium des Deutschen Städtetages, membre
- 2006–2017 Verband Region Rhein-Neckar, présidente
- 2006–2017 Verein Zukunft Metropolregion Rhein Neckar e.V., vice-présidente
- 2012–2017 Deutscher Sparkassen- und Giroverband, vice-présidente
- 2013–2015 Deutscher Städtetag, vice-présidente